# Austrijska kadulja
Austrijska kadulja (austrijska žalfija; lat. Salvia austriaca), vrsta trajnice iz porodice usnača. Rasprostranjena je po Europi, od istočne europske Rusije, Krima i Ukrajine  na zapad do Hrvatske, Austrije i nekadašnje Čehoslovačke.

## Opis
Pojedine biljke mogu izrasti do 1 metar visine. Ljetni cvjetovi blijede boje limuna imaju vrlo istaknute prašnike.

## Sinonimi
- Elelis austriaca (Jacq.) Raf.
- Salvia bavarica Schrank
- Salvia distans (Moench) Pohl
- Salvia sclaraea Crantz, nom. illeg.
- Sclarea austriaca (Jacq.) Soják
- Sclarea distans Moench

- S. austriaca
- Salvia austriaca u Botaničkom vrtu Sveučilišta u Varšavi
- S. austriaca, cvjetovi
- S. austriaca, cvjetovi